# Campeonato Europeo de Hockey sobre Hierba Femenino de 2027
El XVIII Campeonato Europeo de Hockey sobre Hierba Femenino se celebrará en Londres (Reino Unido) en el año 2027 bajo la denominación EuroHockey Femenino 2027. El evento es organizado por la Federación Europea de Hockey sobre Hierba (EHF) y la Federación Inglesa de Hockey sobre Hierba. Paralelamente se celebra el XXI Campeonato Europeo de Hockey sobre Hierba Masculino. Los partidos se realizarán en el Centro de Hockey y Tenis Lee Valley de la capital británica.